# デイヴィッド・H・ケリー
デイヴィッド・ヒューミストン・ケリー（David Humiston Kelley、1924年4月1日 - 2011年5月24日）は、アメリカ合衆国の考古学者。マヤ文字の解読者のひとりとして知られる。

## 生涯
ケリーはニューヨーク州オールバニーに生まれた。父はアイルランド系のカトリック教徒であり、母はゲティスバーグの戦いの戦死者として有名なエーモス・ヒューミストン (英語版) の孫だった。
1942から1945年まで第二次世界大戦に従軍し、戦後ハーバード大学に入学して人類学を学んだ。アルフレッド・トザーの指導で1957年に人類学の博士の学位を得た。翌年、同じ考古学者のジェーン・ホールデンと結婚した。
ケリーはテキサス州ラボックのテキサス工科大学の教務についた。フルブライト奨励金を得て1957-58年にペルー、1963年にウルグアイのフィールドワークを行った。1964年にネブラスカ大学リンカーン校に移り、1968年には夫婦ともにカナダのカルガリー大学の考古学教授に就任した。
2011年に没した。夫人は2016年に没した。

## 主な業績
ケリーは1956年にコペンハーゲンの国際会議でユーリー・クノロゾフに会い、その影響を受けた。当時のアメリカではクノロゾフの説は批判ないし無視されていたが、ケリーは1962年の論文「マヤ文字の表音性」により、西側ではじめてクノロゾフ説を支持した。ケリーはクノロゾフの表音説がコデックスだけでなく碑文にも応用できることを示し、かつてヘルマン・バイアーが指摘した、チチェン・イッツァの碑文に繰り返し現れる名前が「カクパカル」と読めることを明らかにした。
- “Fonetismo en la escritura maya”. Estudios de Cultura Maya 2:  277-317. (1962).

1976年には、当時までのマヤ文字解読に関する知識を集大成した著書を明らかにした。
- Deciphering the Maya Script. University of Texas Press. (1976)

ケリーはタチアナ・プロスクリアコフによる、マヤ碑文が歴史を記したものであるとする考えを支持する論文を1962年に公刊した。
- “Glyphic Evidence for a Dynastic Sequence at Quirigua, Guatemala”. American Antiquity 27 (3):  323-335. (1962). JSTOR 277799.

暦や天文学についても研究した。ケリーはメソアメリカの暦の絶対年代に関する定説であるGMT対照法を疑った。また、メソアメリカの暦や天文学が旧世界に起源を持つという考えを表明した。2005年に暦および天文学に関する著書を出版している。
- Exploring Ancient Skies: An Encyclopedic Survey of Archaeoastronomy. Springer. (2005). ISBN 0387953108（Eugene Milone と共著。2011年に改題して再版）

博士論文以来、アメリカとオセアニアの間の文化伝播についても研究した。
系譜学に関する研究も多く、1970年以来アメリカ系譜学協会のフェローだった。